# Reforma monetaria de Nerón
La reforma monetaria de Nerón, fue llevada a cabo en los años 63-64 por el emperador romano Nerón, para apoyar su política personal de prestigio y grandes gastos (como la Domus Aurea), pero también para reaccionar ante la crisis, que ya había intentado paliar con la reforma tributaria.

## Contexto histórico
El gigantesco aparato imperial conllevaba unos costes cada vez mayores. Augusto había dividido el Imperio en provincias senatoriales, cuyos impuestos iban a parar al erario (el antiguo tesoro del Estado) para sufragar los gastos corrientes de esa institución, y en provincias imperiales, cuyos ingresos alimentaban el fisco, el tesoro privado del emperador, que soportaba las cargas más pesadas, como el ejército, la burocracia y los subsidios a la plebe urbana (reparto de trigo o dinero, congiaria) para evitar revueltas. Con los sucesores de Augusto, surgió una confusión entre el fisco y el erario, en beneficio de este último. Además, existía un fondo especial para el ejército, el erario militar (aerarium militare), donde se reservaban fondos para el pago de indemnizaciones a los soldados licenciados. El problema de la escasez de dinero se hizo sentir ya en la época de Augusto: no eran infrecuentes los casos de veteranos a los que se mantenía en activo más allá del final de su servicio porque carecían de dinero para las liquidaciones.
El coste del ejército, en la época de Augusto, era aproximadamente la mitad del gasto público total, pero sólo representaba el 2,5% del PIB. Adicionalmente, las riquezas que afluyeron al Estado y sobre todo a los particulares gracias a sus conquistas fueron enormes: oro, tesoros, tierras, obras de arte. Durante muchos años, el tributum del 5% de la renta imponible, instituido por Augusto para financiar la defensa del Imperio, podía no aplicarse a los ciudadanos romanos.. En la época de Nerón, este coste se veía agravado por la costumbre, a partir de Claudio, de gratificar a los soldados con un donativum para garantizar su lealtad al acceder al trono y ante situaciones delicadas. Si a los gastos necesarios e inevitables añadimos el despilfarro en la gestión de la corte, se puede observar que el estado de las finanzas era, en general, bastante precario. La decisión de Augusto de consolidar el Imperio, garantizando sus fronteras naturalmente seguras y su compacidad interna, en lugar de ampliar las fronteras, también dependía del hecho de que el emperador se daba cuenta de que los recursos eran limitados y no podían sostener esfuerzos expansionistas excesivos.
Los sucesores, de hecho, no se desviaron mucho de la línea augustea, salvo Trajano que llevó el Imperio a su máxima extensión, también para asegurarse las minas de oro de Dacia y el control de las rutas caravaneras hacia Oriente: el beneficio fue, sin embargo, sólo momentáneo. A largo plazo, el cierre de la política expansionista, hizo que faltaran los recursos habituales de los botines de guerra, la disminución de la moneda circulante (la producción de las minas era inferior a la demanda de metales preciosos), la escasez y, por tanto, el aumento del precio de mercado de los esclavos, hicieron que los gastos fueran cada vez más insostenibles, mientras que la presión fiscal resultó ineficaz. El Estado sólo conocía un medio de intervención que no aumentaría, aún más, la presión fiscal: la devaluación de la moneda, mediante la reducción de su peso.

## Principales novedades de la reforma: monedas y pesos
| Áureos antes y después de la reforma de Nerón (63-64) | Áureos antes y después de la reforma de Nerón (63-64) | Áureos antes y después de la reforma de Nerón (63-64)                                        | Áureos antes y después de la reforma de Nerón (63-64)                                                    | Áureos antes y después de la reforma de Nerón (63-64) | Áureos antes y después de la reforma de Nerón (63-64) | Áureos antes y después de la reforma de Nerón (63-64)             |
| Imagen                                                | Valor                                                 | Anverso                                                                                      | Reverso                                                                                                  | Datación                                              | Peso; diámetro                                        | Catalogación                                                      |
| ----------------------------------------------------- | ----------------------------------------------------- | -------------------------------------------------------------------------------------------- | --- | ----------------------------------------------------- | ----------------------------------------------------- | ----------------------------------------------------------------- |
|                                                       | áureo                                                 | AGRIPP AVG DIVI CLAVD NERONIS CAES MATER, cabezas confrontadas de Nerón y su madre Agripina; | NERONI CLAVD DIVI F(ilio) CAES AVG GERM IMP TR P, EX S C en el centro dentro de una corona de roble.     | 54                                                    | 7.67 g (ceca de Lugdunum)                             | RIC Nero, I, 1. BMC 6; CBN 5; Vagi 656; Calicó 399.               |
|                                                       | áureo                                                 | NERO AVGVSTVS CAESAR, cabeza laureada de Nerón hacia la derecha;                             | SALVS en el exergo, Salus sentada a la izquierda en un trono, sosteniendo una pátera en la mano derecha. | 65/66                                                 | 7.29 g, 4 h (ceca de Roma);                           | RIC Nero, I 59; WCN 28; Calicó 443a; BMCRE 87; BN 226; Cohen 313. |
| N.B.: Los anteriores son algunos ejemplos.            |                                                       |                                                                                              | |                                                       |                                                       |                                                                   |

Plinio el Viejo, refiriéndose al áureo, afirmaba:

"Postea placuit XXXX signari ex auri libris, paulatimque principes inminuere pondus, et novisissime Nero ad XXXXV".

"Después se decidió que XXXX debía ser sellado con libros de oro, y poco a poco los príncipes redujeron el peso, y más recientemente Nerón lo redujo a XXXXV".

Es decir, el áureo fue depreciado por Nerón, pasando con el tiempo, poco a poco, de un peso teórico de 1/40 de libra (época de César) a 1/45 bajo Nerón, con una devaluación del 11%.
| Peso teórico de los áureos: de César a la reforma de Nerón (63-64) | Peso teórico de los áureos: de César a la reforma de Nerón (63-64) | Peso teórico de los áureos: de César a la reforma de Nerón (63-64) | Peso teórico de los áureos: de César a la reforma de Nerón (63-64) | Peso teórico de los áureos: de César a la reforma de Nerón (63-64) | Peso teórico de los áureos: de César a la reforma de Nerón (63-64) | Peso teórico de los áureos: de César a la reforma de Nerón (63-64) | Peso teórico de los áureos: de César a la reforma de Nerón (63-64) | Peso teórico de los áureos: de César a la reforma de Nerón (63-64) |
| Áureo                                                              | César                                                              | Augusto                                                            | Augusto (post 2 a. C.)                                             | Tiberio                                                            | Calígula                                                           | Claudio                                                            | Nerón (ante 64)                                                    | Nerón (post 64)                                                    |
| ------------------------------------------------------------------ | ------------------------------------------------------------------ | ------------------------------------------------------------------ | ------------------------------------------------------------------ | ------------------------------------------------------------------ | ------------------------------------------------------------------ | ------------------------------------------------------------------ | ------------------------------------------------------------------ | ------------------------------------------------------------------ |
| Peso teórico: en libras (=327,168 g)                               | 1/40                                                               | 1/41                                                               | 1/42                                                               | 1/42                                                               | 1/42                                                               | 1/42                                                               | 1/43                                                               | 1/45                                                               |
| Peso teórico: en gramos                                            | 8.179 g                                                            | 7.980 g                                                            | 7.790 g                                                            | 7.790 g                                                            | 7.790 g                                                            | 7.790 g                                                            | 7.609 g                                                            | 7.270 g                                                            |

En cuanto al denario, sabemos que, bajo César y Augusto, tenía un peso teórico de aproximadamente 1/84 de libra, reducido por Tiberio a 1/85, hasta que Nerón lo devaluó a 1/96 (equivalente a una reducción del peso de la aleación del 12,5%). Al mismo tiempo, además de la reducción de su peso, también se produjo una reducción de su finura (% de plata presente en la aleación), que pasó del 97-98% al 93,5% (para una reducción global sólo de plata de aproximadamente el 16,5%).
| Peso teórico de los denarios: de César a la reforma de Nerón (63-64) | Peso teórico de los denarios: de César a la reforma de Nerón (63-64) | Peso teórico de los denarios: de César a la reforma de Nerón (63-64) | Peso teórico de los denarios: de César a la reforma de Nerón (63-64) | Peso teórico de los denarios: de César a la reforma de Nerón (63-64) | Peso teórico de los denarios: de César a la reforma de Nerón (63-64) | Peso teórico de los denarios: de César a la reforma de Nerón (63-64) | Peso teórico de los denarios: de César a la reforma de Nerón (63-64) | Peso teórico de los denarios: de César a la reforma de Nerón (63-64) |
| Denario                                                              | César                                                                | Augusto                                                              | Augusto (post 2 a. C.                                                | Tiberio                                                              | Calígula                                                             | Claudio                                                              | Nerón (ante 64)                                                      | Nerón (post 64)                                                      |
| -------------------------------------------------------------------- | -------------------------------------------------------------------- | -------------------------------------------------------------------- | -------------------------------------------------------------------- | -------------------------------------------------------------------- | -------------------------------------------------------------------- | -------------------------------------------------------------------- | -------------------------------------------------------------------- | -------------------------------------------------------------------- |
| Peso teórico (de la aleación): en libras (=327,168 g)                | 1/84                                                                 | 1/84                                                                 | 1/84                                                                 | 1/85                                                                 | 1/85                                                                 | 1/85                                                                 | 1/89                                                                 | 1/96                                                                 |
| Peso teórico (de la aleación): en gramos                             | 3.895 g                                                              | 3.895 g                                                              | 3.895 g                                                              | 3.849 g                                                              | 3.849 g                                                              | 3.849 g                                                              | 3.676 g                                                              | 3.408 g                                                              |
| % de la finura solo plata:                                           | 98%                                                                  | 97%                                                                  | 97%                                                                  | 97%                                                                  | 97%                                                                  | 97%                                                                  | 97%                                                                  | 93,5%                                                                |
| Peso teórico (plata): en gramos                                      | 3,817 g                                                              | 3,778 g                                                              | 3,778 g                                                              | 3,734 g                                                              | 3,734 g                                                              | 3,734 g                                                              | 3,566 g                                                              | 3,186 g                                                              |

En esencia, el sistema que se creó así sobre los metales "nobles" (oro y plata), beneficiaba a estos últimos. Según Santo Mazzarino, Nerón quería así favorecer a los estratos sociales bajos y medios (como los equites y los libertos), y según Plinio el Viejo, el precio del oro habría bajado (en beneficio del de la plata), gracias al descubrimiento de una mina de oro en Dalmacia que producía hasta 18.250 libras del metal precioso al año, similar a las minas a las encontradas en la Hispania romana.
En resumen:
- Si bajo Augusto, para un áureo de 7,79 g se necesitaban 25 denarios de 3,895 g, con una proporción de 1 gramo de oro por cada 12,5 gramos de plata.[10]
- Con la reforma de Nerón, para un áureo de 7,270 g se necesitaban ahora de nuevo 25 denarios, pero de 3,408 g, con una proporción de 1 gramo de oro por cada 11,72 g de plata.[1]

| Denarios antes y después de la reforma de Nerón (63-64) | Denarios antes y después de la reforma de Nerón (63-64) | Denarios antes y después de la reforma de Nerón (63-64)                                                              | Denarios antes y después de la reforma de Nerón (63-64)                                                                                                   | Denarios antes y después de la reforma de Nerón (63-64) | Denarios antes y después de la reforma de Nerón (63-64) | Denarios antes y después de la reforma de Nerón (63-64) |
| Imagen                                                  | Valor                                                   | Anverso | Reverso | Datación                                                | Peso; diámetro                                          | Catalogación                                            |
| ------------------------------------------------------- | ------------------------------------------------------- | --- | --- | ------------------------------------------------------- | ------------------------------------------------------- | ------------------------------------------------------- |
|                                                         | denario                                                 | NERO CAESAR AVG IMP, cabeza laureada de Nerón a la derecha, escritura 'en sentido contrario a las agujas del reloj'; | PONTIF MAX TR-P X, COS III PP, la Virtud de pie a la izquierda con los pies encima de una pila de armas, vistiendo un parazonium y sosteniendo una lanza. | 63/64 (antes de la reforma)                             | 18 mm, 3.61 g, 6 h (ceca de Lugdunum)                   | RIC Nero, I 41; RSC 233.                                |
|                                                         | denario                                                 | NERO AVGVSTVS CAESAR, cabeza laureada de Nerón hacia la derecha;                                                     | SALVS en el exergo, Salus sentada a la izquierda en un trono, sosteniendo una pátera en su mano derecha.                                                  | 65/66                                                   | 17 mm, 3.43 g, 6 h (ceca de Roma antigua);              | RIC Nero, I 60; RSC 314.                                |
| N.B.: Los anteriores son algunos ejemplos.              |                                                         | | |                                                         |                                                         |                                                         |

En cuanto a las aleaciones utilizadas, tras aproximadamente una década de interrupción, a partir del año 63 volvieron las emisiones que no se habían acuñado desde la muerte de Claudio. Así, se reintrodujeron las monedas en oricalco (cobre y cinc), para sestercios, dupondios, ases, semis y cuadrantes. La innovación, sin embargo, fue efímera, pues ya a partir del año 65 los sestercios y dupondios (con el emperador llevando la corona radiada, para diferenciarla mejor del as) siguieron acuñándose en oricalco, mientras que los ases, semis y cuadrantes volvieron a acuñarse sólo en cobre (cuyo coste de producción volvió así a bajar).
Por último, se cerró la ceca de Lugdunum, creada por Augusto y confirmada bajo Tiberio, que acuñaba únicamente monedas de oro y plata, en beneficio exclusivo de la ceca de Roma antigua.
| Sestercios y dupondios; ases, semis y cuadrantes. | Sestercios y dupondios; ases, semis y cuadrantes. | Sestercios y dupondios; ases, semis y cuadrantes.                                                                            | Sestercios y dupondios; ases, semis y cuadrantes. | Sestercios y dupondios; ases, semis y cuadrantes. | Sestercios y dupondios; ases, semis y cuadrantes. | Sestercios y dupondios; ases, semis y cuadrantes. |
| Imagen                                            | Valor                                             | Anverso | Reverso | Datación                                          | Peso; diámetro                                    | Catalogación                                      |
| ------------------------------------------------- | ------------------------------------------------- | --- | --- | ------------------------------------------------- | ------------------------------------------------- | ------------------------------------------------- |
|                                                   | sestercio                                         | NERO CLAVDIUS CAESAR AVG GER P M TR P IMP P P, cabeza laureada de Nerón hacia la derecha, con un globo en la base del busto; | CONG(iaria) II DAT(a) POP(ulo) S-C, Nerón togado, sentado a la izquierda en una silla curul sobre un podio, un prefecto detrás, debajo un asistente de pie distribuye monedas a los ciudadanos vestidos con toga, Minerva de pie frente al templo en el fondo.                     | 64/66                                             | 32 mm, 26.73 g, 7 h (ceca de Roma antigua);       | RIC I 162; WCN 93; BMCRE 141; BN 282; BMC 139.    |
|                                                   | dupondio                                          | NERO CLAVDIUS CAESAR AVG GER P M TR P IMP P P, cabeza laureada de Nerón hacia la derecha, con un globo en la base del busto; | MAC AUG S-C, fachada del macellum Magnum construido por Nerón, una estatua delante de la base de una entrada de cuatro columnas cilíndrica, en la parte superior estructura de tres columnas coronada por cúpula cónica; pórtico de dos órdenes a ambos lados (izquierda-derecha). | 65                                                | 14.60 g, 7 h (ceca de Lugdunum);                  | RIC I 402; BMCRE 336; Cohen 129.                  |
|                                                   | as                                                | IMP NERO CAESAR AVG P M TR POT P P, cabeza a la derecha, un globo en la base del busto;                                      | Ara Pacis en el exergo, S-C en los lados de la representación del Ara Pacis. | 66                                                | 26.06 g (ceca de Lugdunum y ceca de Roma antigua) | RIC I 526; BMCRE 364; BN -; WCN 598; Cohen 29.    |